# 검은죽지솔개
검은죽지솔개(학명: Elanus axillaris 엘라누스 악실라리스[*])는 소형 주행성 맹금류의 일종이다. 호주에만 서식하며, 호주 전역에 서식한다. 유럽, 아프리카, 동남아시아에 서식하는 검은날개솔개와 비슷하게 생겼으며, 함께 검은날개솔개속에 속한다.